# Tenteling
Tenteling (deutsch Tentelingen) ist eine französische Gemeinde im Département Moselle in der Region Grand Est (bis 2015 Lothringen). Sie hat 1041 Einwohner (Stand 1. Januar 2022) und besteht aus den beiden zwei Kilometer voneinander entfernten, Dörfern Tenteling und Ebring (deutsch Ebringen).

## Geographie
Die Gemeinde befindet sich auf einem Plateau oberhalb des lothringischen Kohlebeckens zwischen den Städten Saargemünd und Freyming-Merlebach, fünf Kilometer südlich von Forbach.

## Geschichte
Tenteling und Ebring sind zwei sehr alte Dörfer, deren Gründung wahrscheinlich auf die Zeit der fränkischen Landnahme zurückgeführt werden kann, also um das Jahr 500. Die erste urkundliche Erwähnung findet sich in einer alten Handschrift der Abbaye de St. Pierre-aux-Nonnains in Metz im Jahre 960 als Tentelinga.
Vom 10. bis 13. Jahrhundert gehörte die Domäne von Tentelingen zur Abbaye de St. Pierre-aux-Nonnains in Metz, gegen 1300 zur Kommanderie des Deutschen Ordens Saarbrücken, 1475 zu Beckingen, dann zur Herrschaft von Saargemünd. Im 16. Jahrhundert erhielten die Herren von Forbach Tentelingen zum Lehen, 1724 der Herzoglich lothringische Kammerherr Ernst Carl Joseph Freiherr von Breiten-Landenberg.
Die Domäne von Ebringen gehörte im 12. Jahrhundert zum Fürstenhaus von Saarbrücken. Die Herren von Kerpen herrschten von 1591 bis 1758 über das Dorf. Im Jahre 1758 wurde es dann dem Fürstentum von Lothringen zugeschlagen. Die beiden Dörfer Tenteling und Ebring wurden durch kaiserliches Dekret schließlich 1811 zur Gemeinde Tenteling vereinigt.

### Wappen
Das Lothringerkreuz erinnert daran, dass Tenteling Teil der Kastellanei von Saargemünd war. Der Schlüssel ist das Emblem des Schutzpatrons Saint-Pierre der Gemeinde und steht auch für die ehemalige Abtei Saint-Pierre aux Nonnains in Metz, die Besitzungen in Tenteling hatte.

### Bevölkerungsentwicklung
| Jahr      | 1962 | 1968 | 1975 | 1982 | 1990 | 1999 | 2007 | 2017 | 2019 |
| Einwohner | 527  | 594  | 642  | 746  | 786  | 996  | 986  | 1077 | 1060 |

## Sehenswürdigkeiten
- Mühle auf dem Grauberg
- Flurkreuze aus dem 18. Jahrhundert
- Kirche Saint-Pierre in Tenteling aus dem 14. Jahrhundert, mehrfach erneuert
- Kapelle Saint-Joseph im Ortsteil Ebring, erbaut im Jahr 1868

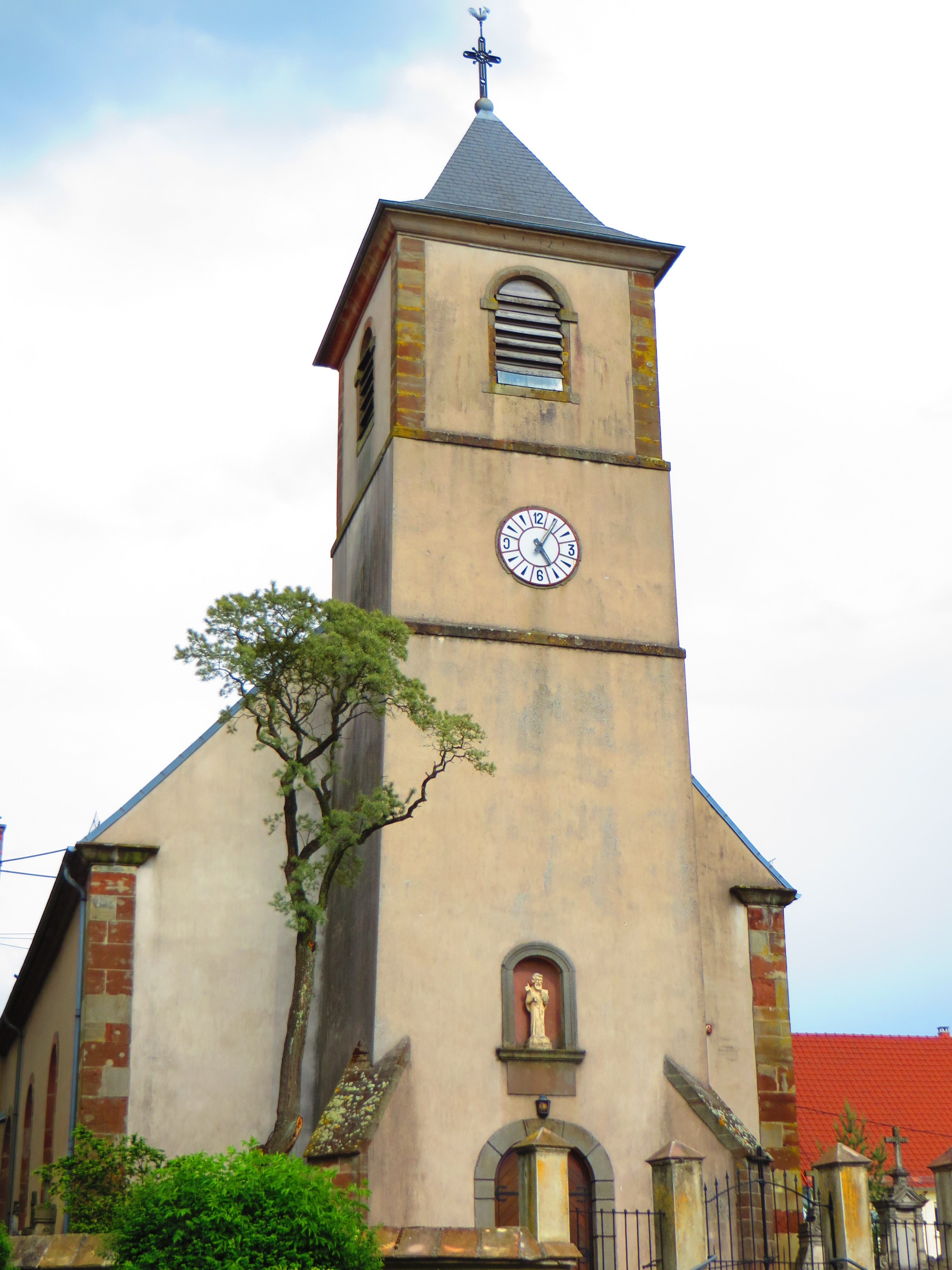
Kirche Saint-Pierre
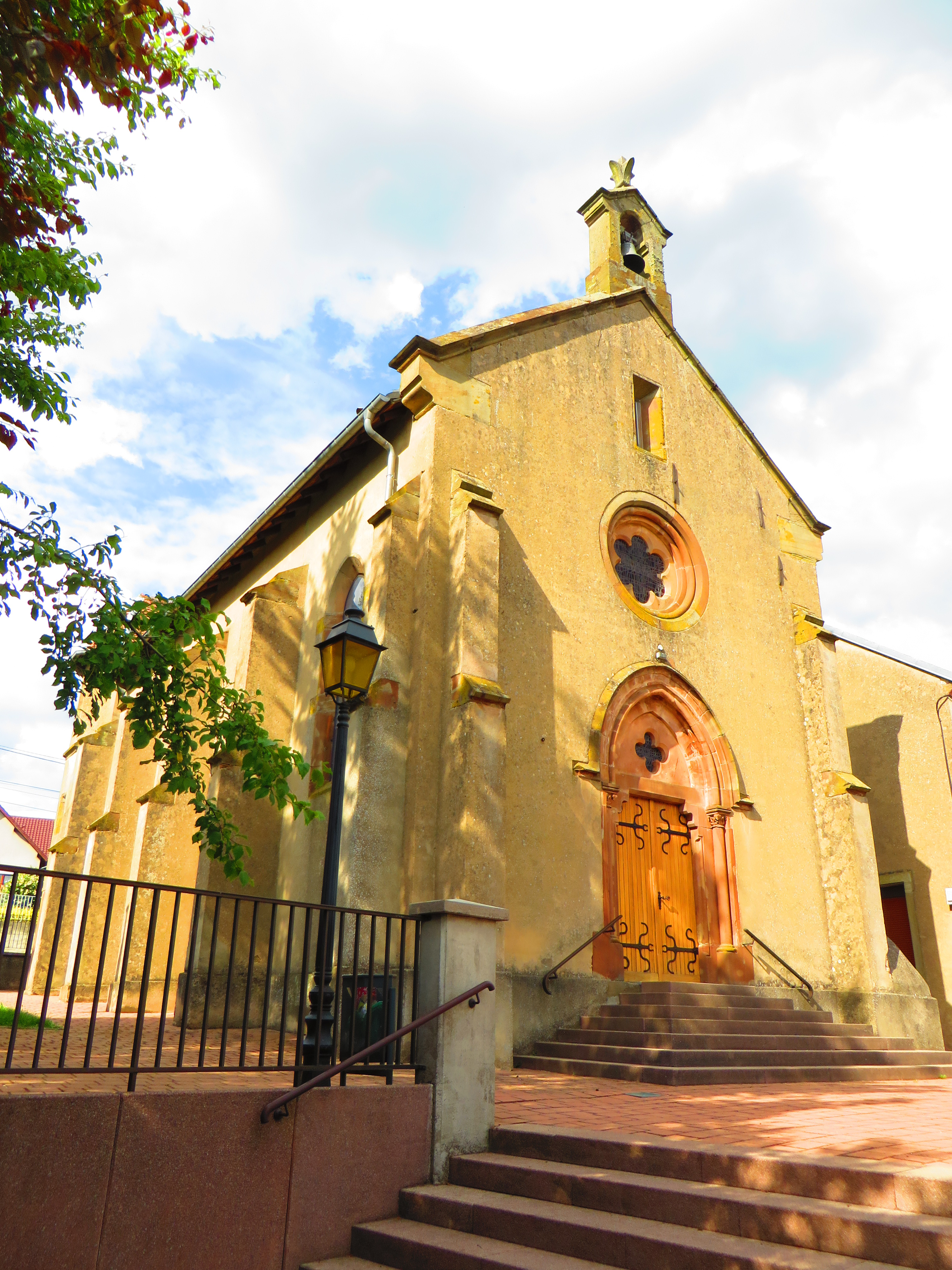
Kapelle Saint-Joseph

## Belege
1. ↑  Wappenbeschreibung auf genealogie-lorraine.fr (Memento vom 24. März 2016 im Internet Archive) (französisch)